# Beijós
Beijós, es una freguesia portuguesa del municipio de Carregal do Sal, con 12,53 km² de área y 975 habitantes (2011). Densidad: 77,8 hab/km². Son muy remotas sus orígenes, comprobadas por hallazgos arqueológicos de la época romana. Es una población esencialmente agrícola.
Hasta 1836 formó parte del municipio de Oliveira do Conde

## Demografía

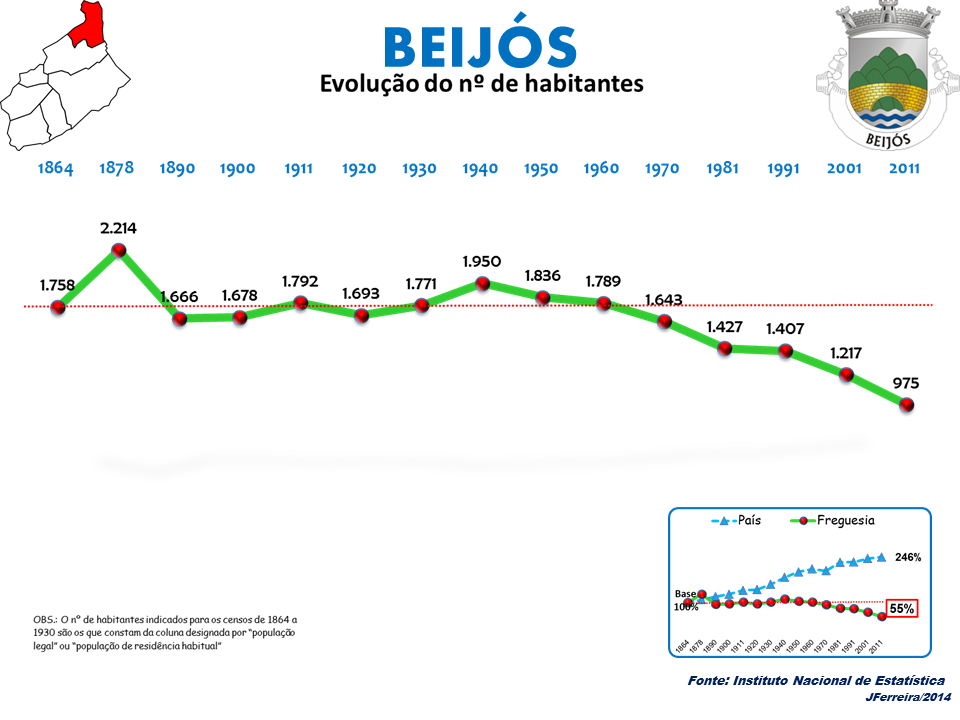
Evolución de la Población 1864 / 2011
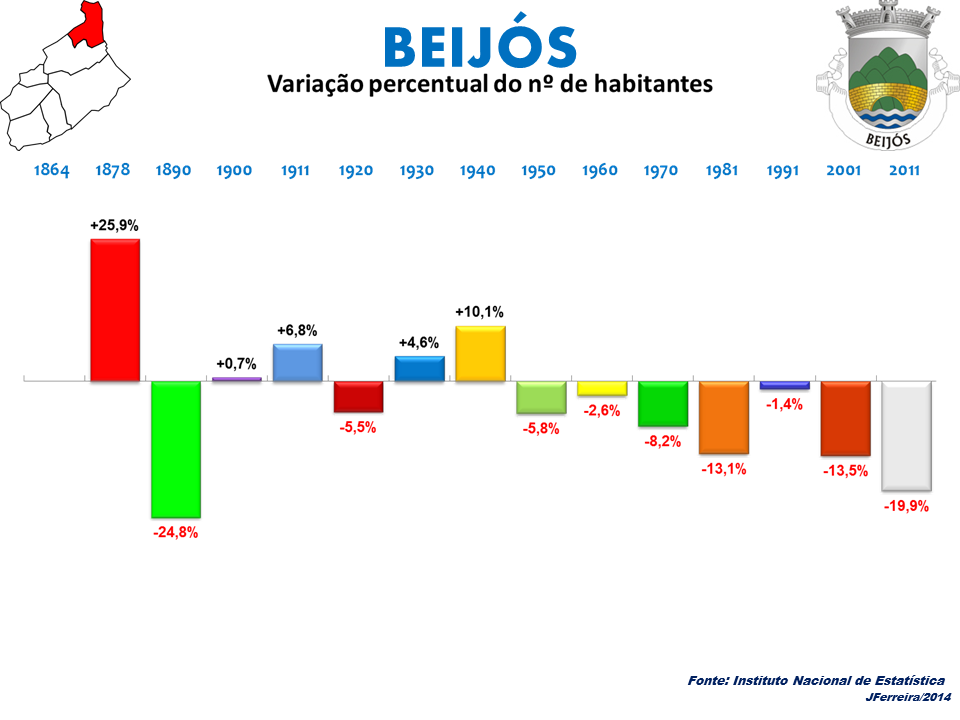
Variación de la Población 1864 / 2011
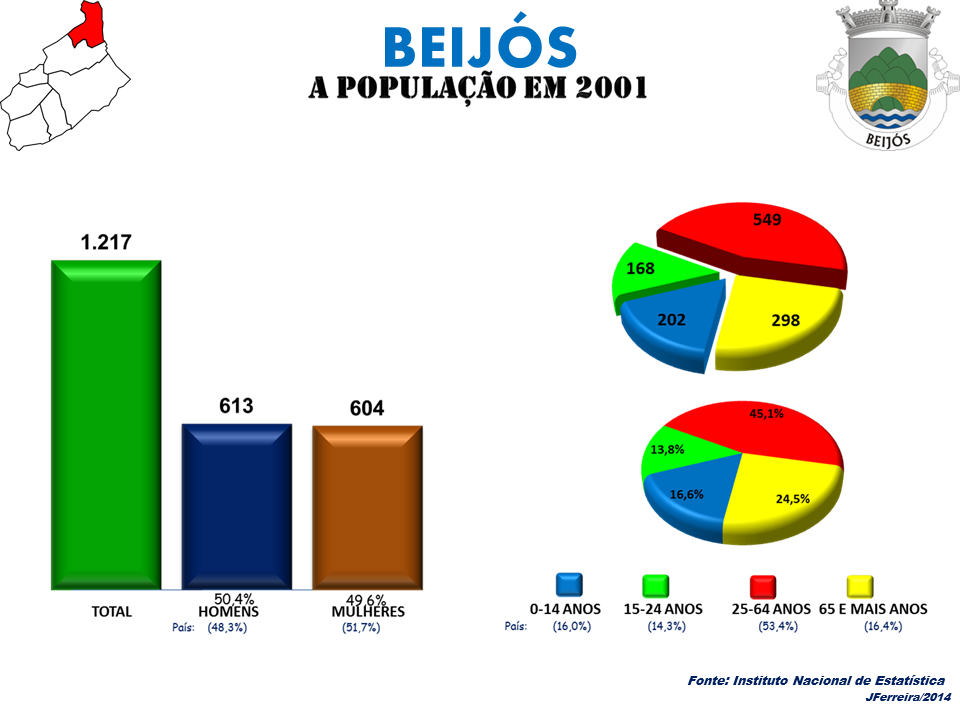
La Población en 2001
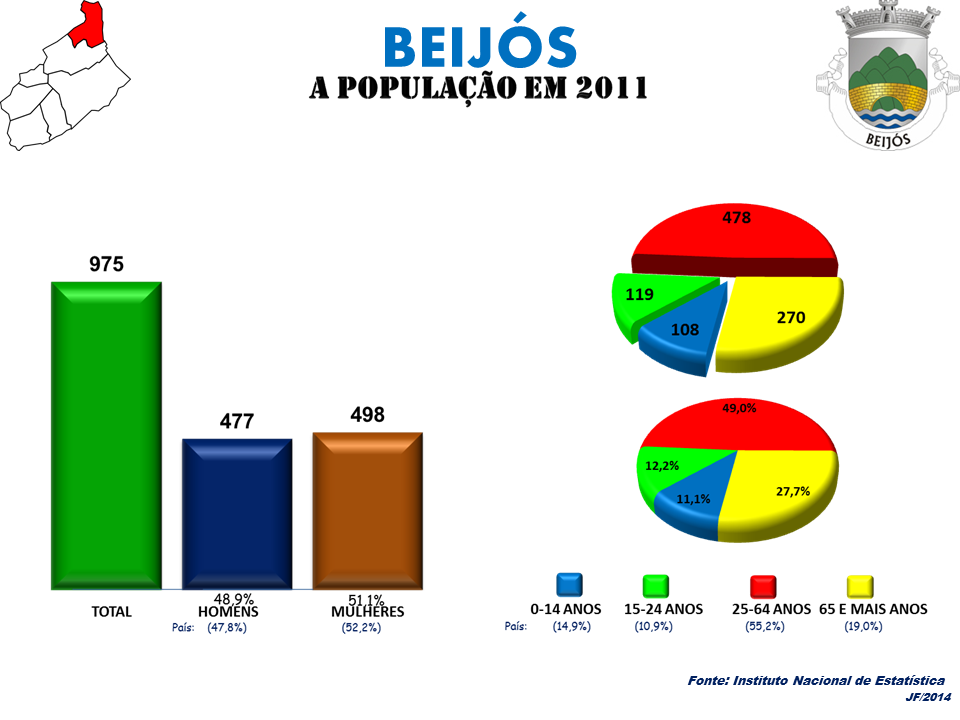
La Población en 2011

## Lugares de lafreguesia
- Beijós (sede de la freguesia )
- Pardieiros
- Póvoa de la Cogida
- Póvoa de Lisboa
- Póvoa de Entre Arroyos